# Klurahan (Kartoharjo)
Klurahan is een bestuurslaag in het regentschap Magetan van de provincie Oost-Java, Indonesië. Klurahan telt 925 inwoners (volkstelling 2010).